# フェーボ・ダ・ブレシアの肖像

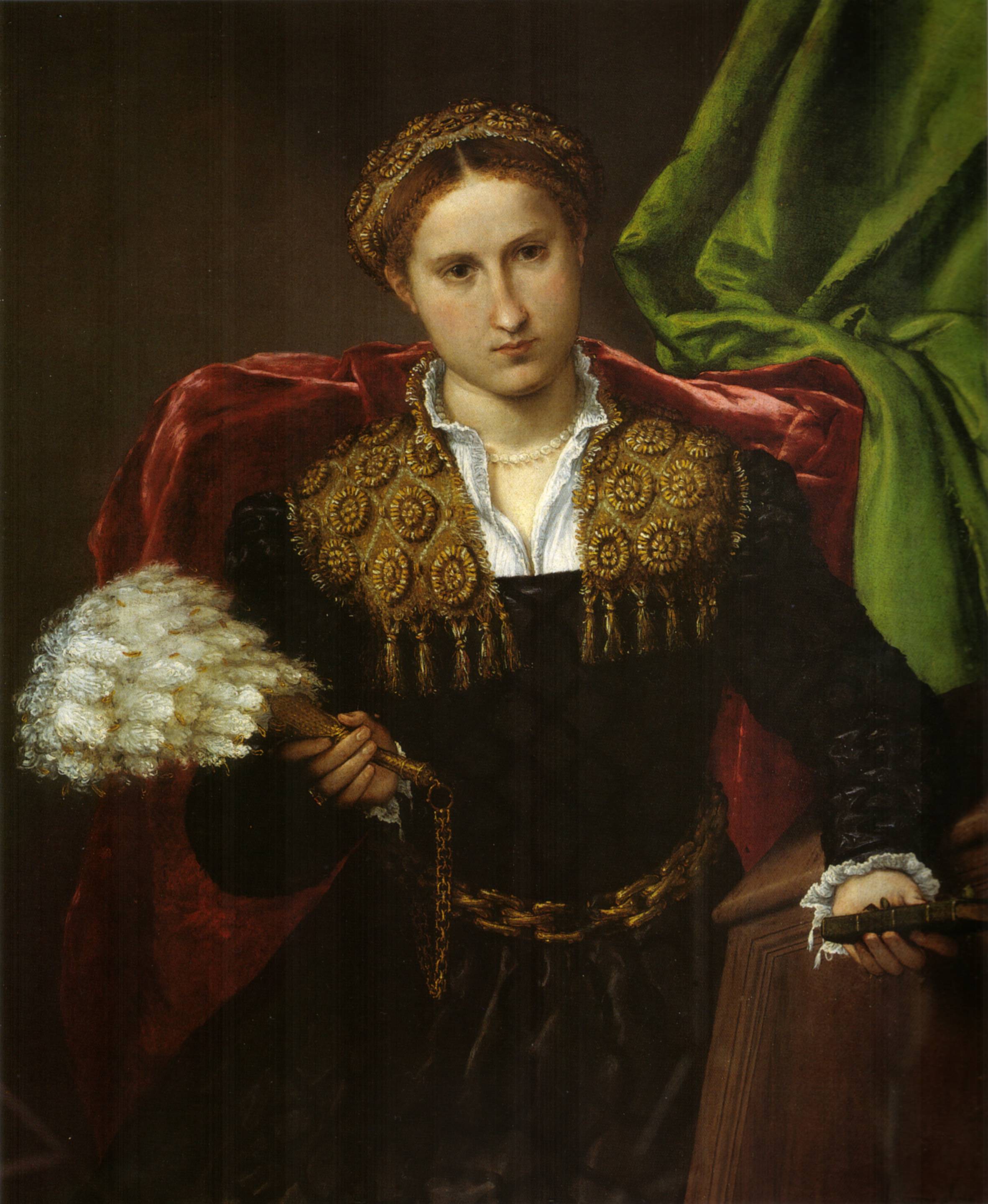
『ラウラ・ダ・ポーラの肖像』ブレラ美術館、ミラノ

『フェーボ・ダ・ブレシアの肖像』（フェーボ・ダ・ブレシアのしょうぞう、伊: Ritratto di Febo da Brescia、英: Portrait of Febo da Brescia）は、イタリア盛期ルネサンスのヴェネツィア派の画家ロレンツォ・ロットが1543–1544年にキャンバス上に油彩で制作した絵画である。本作および対になる『ラウラ・ダ・ポーラの肖像』は、1859年に画家のフランチェスコ・アイエツによりミラノのブレラ美術館のために購入され、翌年、イタリア王国の初代国王となったヴィットーリオ・エマヌエーレ2世がその購入費を拠出した。作品は以来、ブレラ美術館に所蔵されている。 
本作と『ラウラ・ダ・ポーラの肖像』には2枚1組で夫婦の絆を祝福する当時の傾向が現れているが、ロットはこれら２点以外には2枚組の作品は手掛けていない。 
両作品は1453年4月の画家の帳簿に記録されており、これら2点に40スクード金貨が支払われた。両作品は1544年に夫妻に引き渡され、1547年のフェーボの死後は家系が途絶える19世紀まで妻の子孫に相続された。
フェーボ・ダ・ブレシアはトレヴィーゾの町の重要な人物で、彼の高い社会的地位はその優雅が服装により強調されている。本作は、対になる『ラウラ・ダ・ポーラの肖像』より縦が9センチ短い。フェーボの顔がラウラの顔より額縁にずっと近いことは、キャンバスの上辺が切断されていることを示唆している。